# Upplands runinskrifter 218
Upplands runinskrifter 218, överst på bilden, är ett försvunnet vikingatida runstensfragment som funnits i Vallentuna kyrka, Vallentuna socken och Vallentuna kommun. Det låg tidigare i sakristians dörr tillsammans med U 215 (nederst på bilden). Troligen förstördes U 218 i samband med en brand i kyrkan på 1850-talet. Fragmentet har inte några runor, utan har endast haft ett fåtal ornament bevarade.